# Полтавське (Ставропольський край)
Полтавське (рос. Полтавское) — село, адміністративний центр муніципального утворення «Сільське поселення Полтавська сільрада», Курський район, Ставропольський край, Росія.

## Географія
Відстань до крайового центру Ставрополь: 349 км.
Відстань до районного центру станиця Курська: 27 км.

## Історія
Дата заснування: 1909 р.

## Населення
| 1989 | 2002  | 2010  |
| ---- | ----- | ----- |
| 1125 | ↗1443 | ↗1551 |

## Інфраструктура
- Центр культурного дозвілля.

### Освіта
- Дитячий садок № 20 «Колокольчик»
- Середня загальноосвітня школа № 6

## Пам'ятники
- Братська могила офіцерів і солдатів радянської армії, загиблих у Вітчизняну війну, 837 осіб., у колишньому хуторі Бессарабському[8]
- Братська могила 2500 радянських воїнів, загиблих в боях із фашистськими загарбниками. 1942—1943, зареєстрована 1968 року[9]
- Братська могила 5500 радянських воїнів, загиблих в боях із фашистськими загарбниками при обороні Північного Кавказу. 1942—1943, зареєстрована 1968 року в колишньому хуторі Кизилове[10]
- Пам'ятник В. І. Леніну[11]